# Sorelle Agazzi
Rosa Agazzi (Volongo, 26 marzo 1866 – Volongo, 9 gennaio 1951) e  
Carolina Agazzi (Volongo, 8 gennaio 1870 – Roma, 24 novembre 1945) sono state due pedagogiste ed educatrici sperimentali conosciute come sorelle Agazzi.
Dopo aver frequentato studi magistrali danno inizio al loro percorso d'insegnamento a Nave, in provincia di Brescia, nel 1889-90 in una borgata disagiata.
Su suggerimento di Pietro Pasquali decidono di fondare una nuova scuola materna a Mompiano nel 1896. Il modello della loro scuola ebbe molto successo e servì come modello per la nascita di scuole successive che sorsero con il nome di sorelle Agazzi.
Il termine scuola materna verrà ripreso nel 1968 con la legge n°444, che istituirà le scuole di Stato per l'infanzia.
Entrambe dopo la prima guerra mondiale tengono corsi d'insegnamento alle maestre di Trento, Bolzano e nella Venezia Giulia.
Nel 1926 smettono d'insegnare quando in Italia si diffondono le scuole materne.

## Metodo pedagogico
Il metodo educativo delle sorelle Agazzi, assieme al metodo montessoriano, inaugura l'era dell'attivismo italiano, corrente pedagogica nata all'inizio del XX secolo, fondata sull'idea che al centro dell'apprendimento ci sia l'esperienza e che il bambino non sia più spettatore ma attore del processo formativo.
Pure rifacendosi al Kindergarten di Fröbel, esaltano la vitalità e la spontaneità dell'infanzia, punto principale del loro pensiero pedagogico e non condividono lo scolasticismo aportiano.
Criticano la precocità dell'educazione poiché intendono formare bambini e non scolari. Il bambino deve crescere in un ambiente familiare che stimoli la sua creatività e deve avere un continuo dialogo con l'adulto. L'educatrice deve richiamare il ruolo della madre.
L'attività del bambino è il punto centrale del processo educativo. L'ambiente in cui si sviluppa l'attività del bambino deve essere semplice e composto di materiali che fanno parte della sua quotidianità.
Si privilegiano le attività individuali libere a quelle collettive sebbene sorvegliate dall'educatore. Il bambino deve essere libero di fare da sé pur rispettando l'ordine delle cose ed essere capace di collaborare con gli altri seguendo il metodo del mutuo insegnamento: il bambino più esperto e consapevole fornisce informazioni ed indicazioni ad un proprio compagno meno preparato.
In Italia, l’abilitazione all’insegnamento di differenziazione didattica secondo il metodo Agazzi è rilasciata dall’Associazione Nazionale Scuola Italiana (ANSI).

### Il metodo intuitivo
Il metodo intuitivo diviene il percorso principale dell'apprendimento. L'educatrice agisce indirettamente e pur rispettando la spontaneità del bambino organizza e predispone ambienti e situazioni.
Il metodo intuitivo identifica l'insegnamento come un metodo per favorire le esperienze, in cui i bambini apprendono direttamente e spontaneamente con il loro fare e osservare.

## Scuola materna
La scuola materna deve essere progettata in modo tale che rispecchi l'ambiente abituale del bambino, e quindi organizzata, sotto molti aspetti, come una piccola casa, dove il bambino può svolgere attività domestiche come a casa propria.

### Materiale didattico
- un giardino: con animali e piante.
- museo delle cianfrusaglie: una sala adibita a museo che raccoglie materiali ritrovati dai bambini come spaghi, rocchetti e sassolini. Queste venivano definite dalle due sorelle "cianfrusaglie senza brevetto", perché erano materiali che i bambini stessi ritrovavano e che servivano affinché anche il materiale didattico stesso non fosse preordinato e prestabilito, come invece avveniva nel metodo didattico pensato da Maria Montessori.
- contrassegni: immagini di oggetti di uso comune che contrassegnano le proprietà dei beni individuali dei bambini; hanno lo scopo di abituare il bambino a parole sempre più lunghe e complesse.

## Applicazione del metodo
L'insegnamento agazziano suppone possibile la programmazione scolastica solo per quanto riguarda il fare e il conoscere, introducendo le attività di vita pratica, lingua parlata, lavoro manuale, norme che regolano educazione della voce ed esercizi ritmici.
Per quanto riguarda la formazione emotiva e morale non è possibile sviluppare alcuna programmazione in quanto sono sentimenti che si sviluppano nel bambino spontaneamente e casualmente, seppur sotto il controllo dell'educatore.
Seguendo le teorie delle Agazzi, abbiamo una nuova figura di docente della scuola materna: l'educatrice. Una figura professionale sempre aggiornata. Oltre alla capacità di amare i bambini deve saper coltivare i rapporti umani con ottimismo escludendo atteggiamento di ansietà e di malumore. Deve avere un profondo senso del dovere, uno spirito d'ordine e di coerenza e deve assicurare alla vita della scuola una atmosfera di stabilità e di sicurezza.

### Principi fondamentali dell'insegnamento agazziano
- Attività di vita pratica: giardinaggio, preparazione della tavola, igiene personale ecc. sono valorizzati come elementi educativi di primo ordine. I bambini vengono avvicinati principalmente al giardinaggio e imparano ad avere un rapporto positivo con l'ambiente. Le attività pratiche non si limitano all'educazione al fare ma assumono anche dimensione estetica in quanto, oltre a sviluppare il principio fondamentale dell'ordine, sviluppano anche il senso dell'armonia e della bellezza
- Educazione estetica: armonia e bellezza sono alla base del senso estetico e si ritrovano in tutti i momenti della vita quotidiana. Ciò che più interessa all'educazione estetica sono le attività costruttive come il disegno e la recitazione. Il primo, che nasce come attività spontanea, deve essere incoraggiato, dopo la lettura di un racconto, sia come libera espressione del bambino sia come rappresentazione di fatti naturali psicologici e sociali. La recitazione è intesa come drammatizzazione di situazioni tipiche della vita quotidiana. Svolgendo tali attività il bambino acquisisce fiducia in sé stesso e migliora le proprie capacità intellettuali e morali
- Educazione sensoriale: consiste nell'ordinare per colore, materia e forma gli oggetti raccolti dai bambini. Confrontandoli tra loro possono scoprire somiglianze ed uguaglianze. Promuove un'educazione intellettuale perché stimola la curiosità ed un atteggiamento analitico. Promuove un'educazione linguistica in quanto attraverso le osservazioni degli oggetti i bambini esprimono i loro pensieri sotto forma di frasi, scoprendo così differenze tra nomi e aggettivi. Il linguaggio assume una centrale azione educativa della scuola materna
- Educazione al canto: ha una notevole importanza nella formazione scolastica. Il canto è inteso come apprendimento spontaneo, come avviene nelle tradizioni popolari. Il canto aiuta il bambino a liberarsi dalla pesantezza dei lavori manuali e lo rende più sereno
- Istruzione intellettuale: si basa sull'esplorazione del mondo e naturale passaggio dalla percezione ai concetti
- Educazione del sentimento: contro l'aggressività. Si sviluppa anche praticando religione, educazione fisica e educazione morale

## Opere
- L'Abbicì del canto educativo, Brescia 1908;
- La lingua parlata, Brescia, 1898
- Come intendo il Museo Didattico nell'educazione dell'infanzia e della fanciullezza, 1922
- Guida delle educatrici dell'infanzia, 1929
- Bimbi cantate!, La Scuola, Brescia, edito nel 1911, a compimento dell'opera precedente.
- Note di critica didattica, 1942
- L'arte delle piccole mani, Brescia 1923
- Ordinamento pedagogico dei Giardini dell'Infanzia secondo il sistema di Frobel